# Cydonia oblonga
Cydonia es un género de planta arbórea perteneciente a la familia de las Rosáceas. Se trata de un género monotípico, cuya única especie es Cydonia oblonga, comúnmente llamado membrillo o membrillero. Es originario de la región del Cáucaso, en el sudoeste cálido de Asia (Irán, Armenia, Turquía).

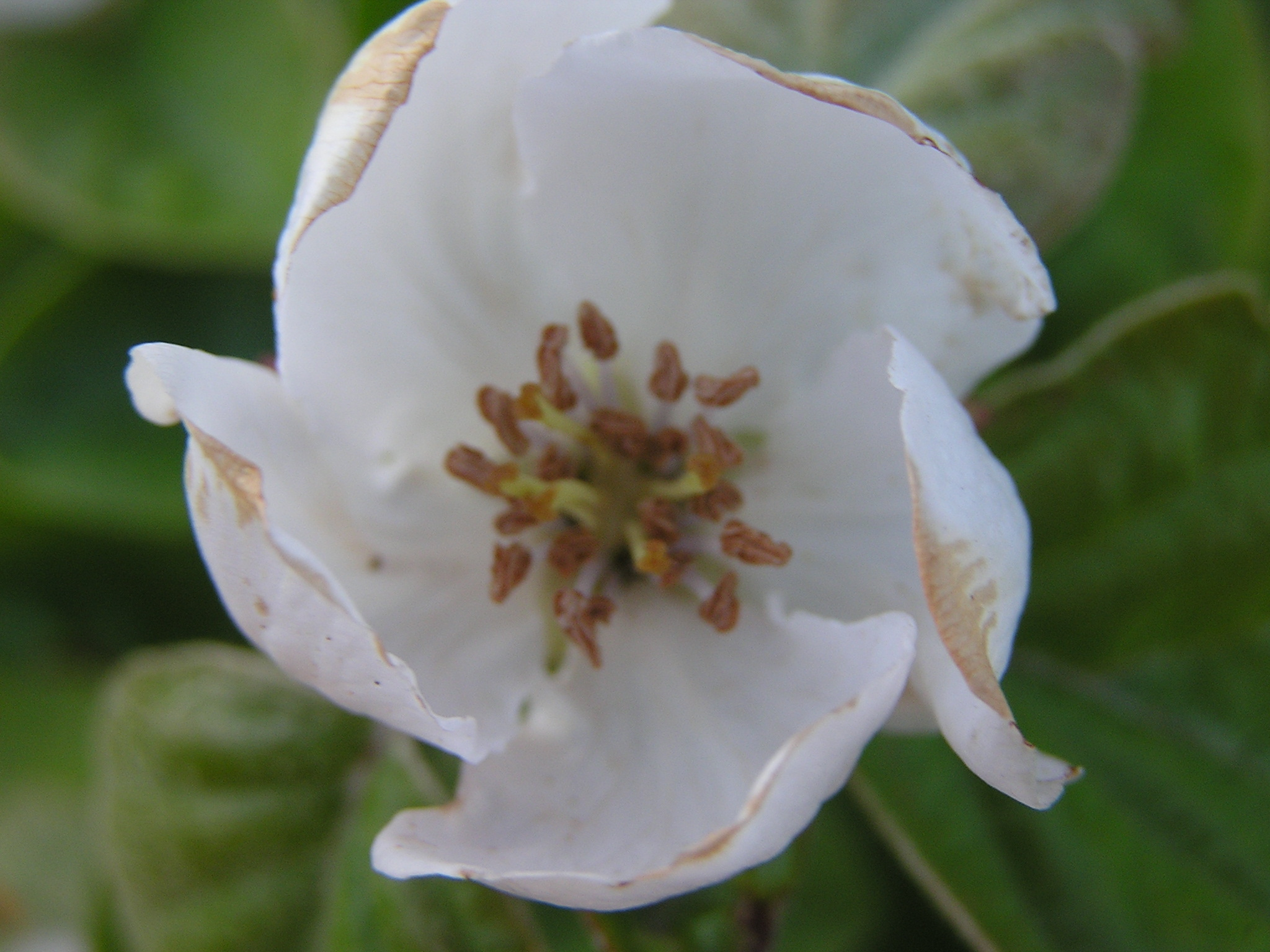
Detalle de la flor

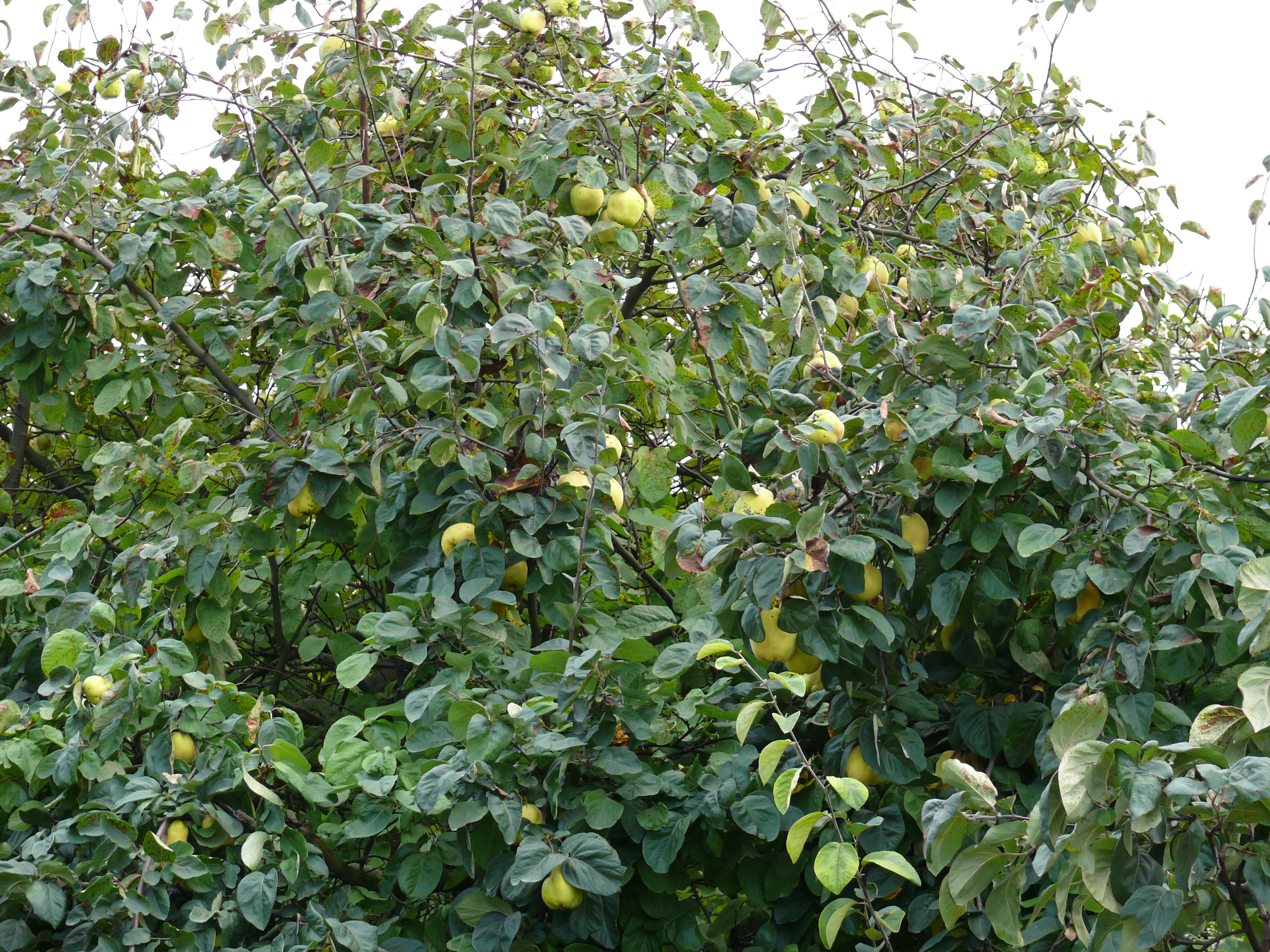
Vista del árbol

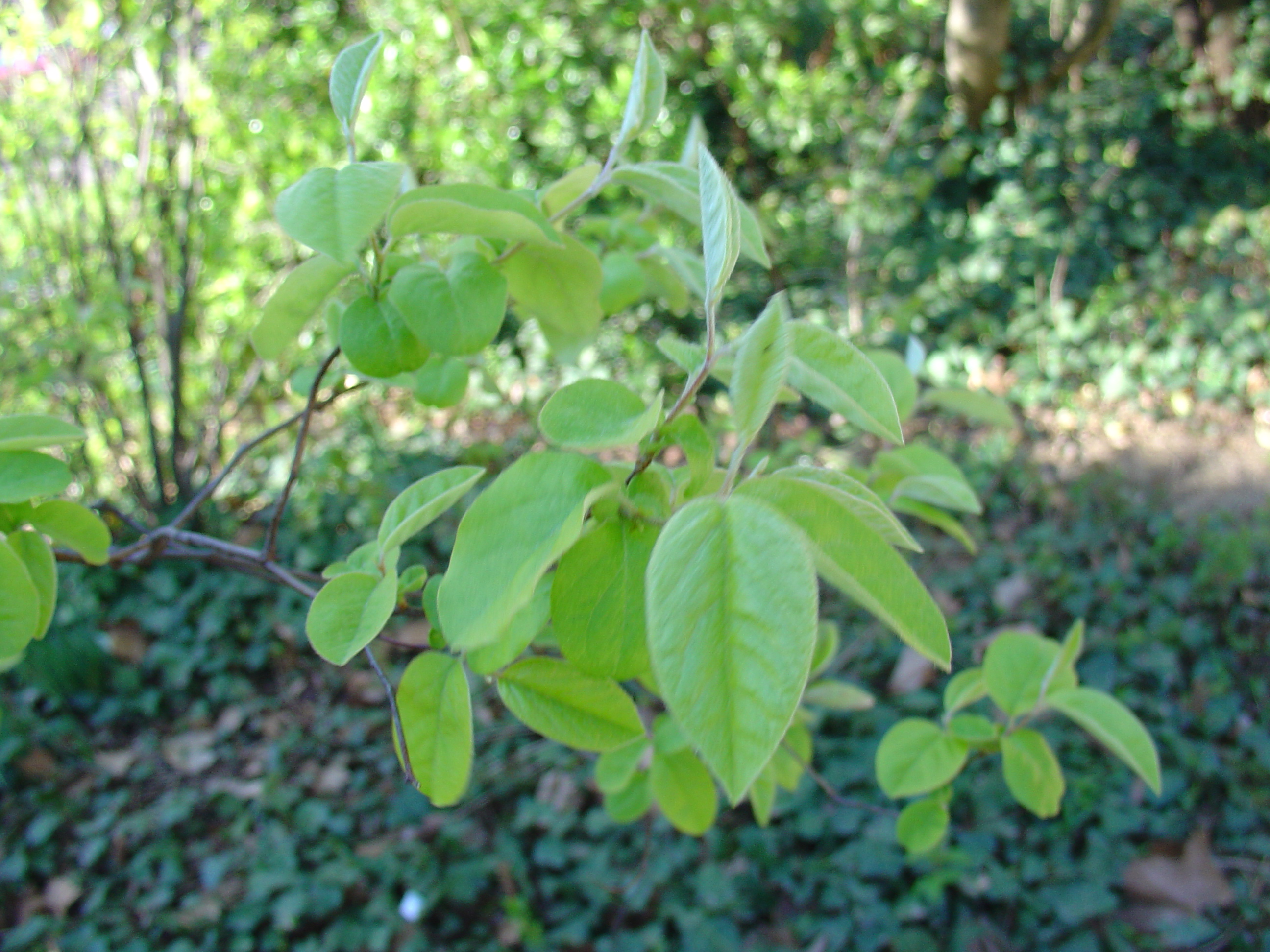
Hojas

## Descripción
Es un árbol frutal de tamaño pequeño a mediano, emparentado con el manzano y el peral. Su fruto, llamado asimismo membrillo, es un pomo de color amarillo-dorado brillante cuando está maduro, periforme, de 7 a 12 cm de largo y de 6 a 9 cm de ancho; su pulpa es dura y muy aromática. Los frutos inmaduros son verdes, con una densa pilosidad de color gris claro, que va perdiendo antes de madurar. Sus hojas están dispuestas de forma alterna; son simples, de 6 a 11 cm de largo, con una superficie densamente poblada de finos pelos blancos. Las flores, que surgen en la primavera después de las hojas, son blancas o rosas, con cinco pétalos.

## Conservación del fruto
El fruto se clasifica como climatérico, con una elevada sensibilidad al etileno y su vida en postcosecha alcanza de dos a tres meses. Las condiciones óptimas de conservación son 0 °C y una humedad relativa próxima a 90 %.

## Taxonomía
Cydonia oblonga fue descrita por Philip Miller y publicado en The Gardeners Dictionary: . . . eighth edition Cydonia no. 1, en el año 1768.

## Usos
El membrillo es demasiado duro, astringente y agrio por lo que no es usual comerlo crudo, a menos que sea escarchado (preparándolo de modo que el azúcar cristalice). Se usa para hacer mermelada, compota y pudin, o puede pelarse para posteriormente asarlo. Suele utilizarse cocido y en platos o preparaciones dulces, pero también se utiliza en platos salados o sin cocción. Su fuerte aroma hace que sea un complemento para añadir en pequeñas cantidades al pastel de manzana y a la mermelada, para potenciar el sabor. Se puede también producir vino de fruta del zumo estrujado de membrillos, una especialidad en países como Alemania y Polonia.
En Canarias se suaviza su sabor sumergiéndolo previamente en agua de mar, de modo que este resulte más apto al paladar.
Es popular en toda España cocer el membrillo con azúcar a partes iguales, resultando la tradicional y afamada "carne de membrillo". Este - también llamado dulce de membrillo - se consume a menudo con nueces o acompañado de queso de Burgos.
En Argentina y Uruguay el dulce de membrillo es de primera importancia en la repostería tradicional, utilizándose tortas como la pastafrola; o postres como queso con membrillo, típico en la región norte de la Argentina. 
En México existen lugares donde se come crudo preparado con sal, chile y limón. En Atotonilquillo, Jalisco, se celebra la Feria del Membrillo en el mes de agosto, en donde se venden y comercializan productos a base de este. También es consumido cocinado con azúcar hasta hacer una pasta que se le conoce como cajeta o ate de membrillo, muchas veces consumido con queso Chihuahua, Gouda o Manchego. De los centros de los membrillos que contienen las semillas se prepara jalea de membrillo, la cual es preparada con azúcar y agua. Otra forma de consumirlo es agregarlo en el cocido de res.
En Chile, además de ser consumido como mermelada (dulce de membrillo), se consume crudo, para lo cual previamente se golpea bien la fruta (membrillo machacado, popularmente en Chile membrillo machucao), con lo cual se le quita su sabor astringente y se vuelve dulce. También se suelen comer con un poco de sal.
En Costa Rica el membrillo se cultiva y utiliza principalmente al este del Valle Central en la provincia de Cartago, donde es un ingrediente frecuente para dulces, conservas, mermeladas y tosteles desde la época colonial.
En Venezuela se consume el dulce o conserva de membrillo acompañado de galletas, crackers o pan y café, como postre o merienda.
En Francia suelen colocarse los frutos dentro de las gavetas y entre la ropa para perfumarlas con su potente fragancia.

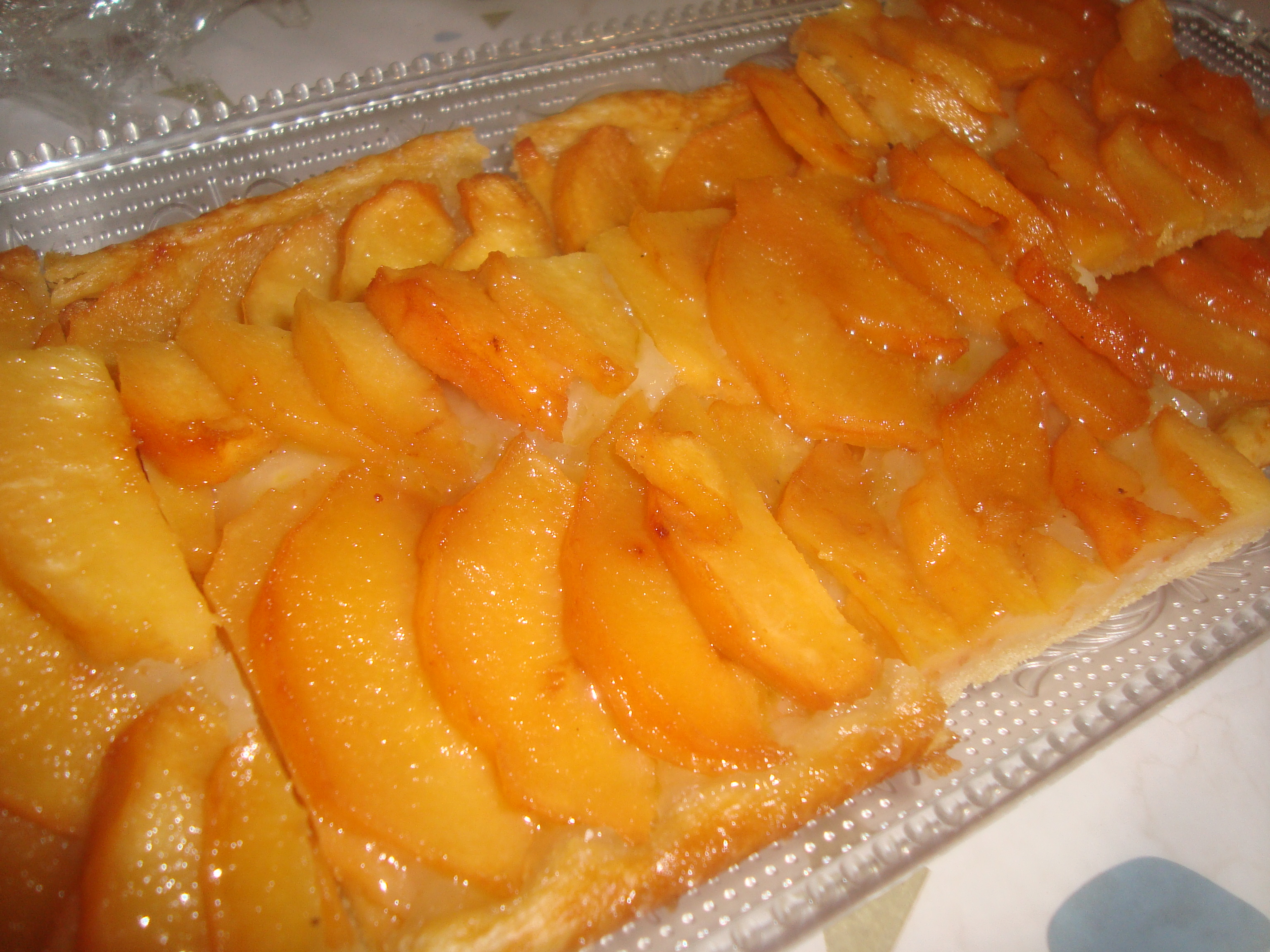
Coca de Membrillos. La "Coca de codony" es muy popular en Castellón, (España).

## Historia

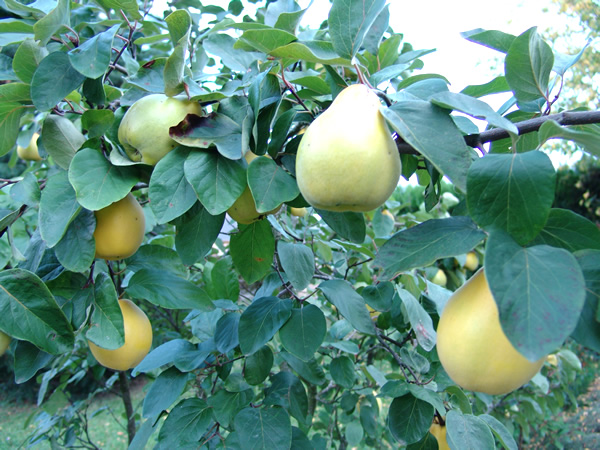
Hojas y fruto del membrillo.

Según Corominas, en su Diccionario crítico etimológico de la lengua castellana, el término "membrillo" procede del griego μελίμηλον que significa, literalmente, 'manzana de miel'.
Entre los antiguos griegos, se ofrecía membrillo en las bodas, un rito que llegó de Oriente con el culto a Afrodita y permaneció sagrado. Plutarco relata que las novias griegas mordían un membrillo para perfumar su beso antes de entrar en la cámara nupcial "a fin de que el primer beso no fuera desagradable" ("Preguntas romanas" 3.65). Era un membrillo el premio que Paris concedió a Afrodita. El mejor tipo de membrillo venía de la región de Cidonia, en la costa noroeste de Creta, fruta conocida por los griegos como "Mela kudonia" o "manzana de Cidonia", de donde proviene también su nombre científico.
Los romanos también usaban membrillos; el libro de cocina romano de Apicio proporciona recetas para guisar el membrillo con miel, y hasta para combinarlos, sorprendentemente, con puerros. Plinio el Viejo mencionó una variedad, el membrillo de Mulvian, que podía comerse crudo. Columella mencionó tres variedades, una de las cuales, "la manzana de oro" –que probablemente fuera la fruta del paraíso citada en el Jardín de Hespérides– ha dado su nombre al tomate en italiano (pomodoro).

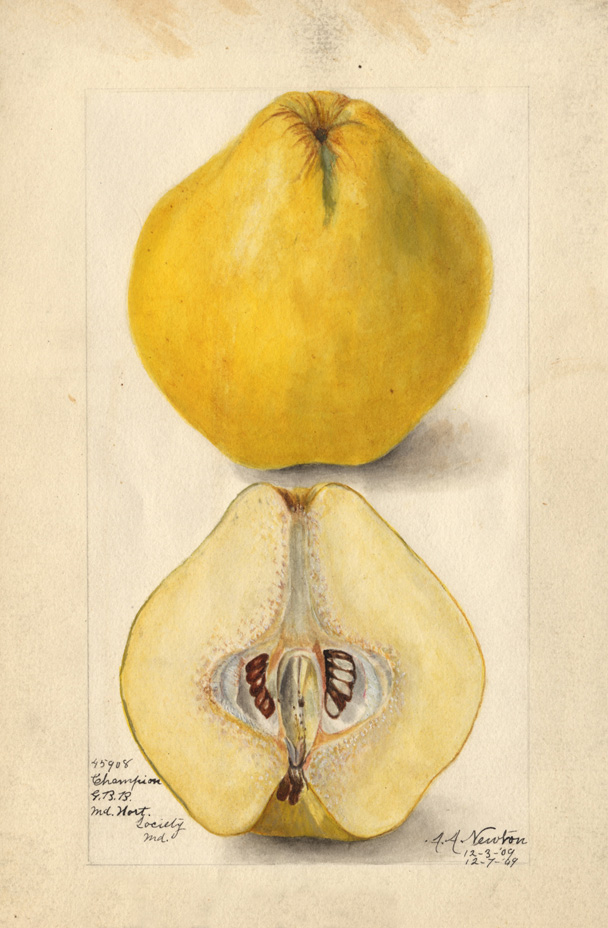
Membrillo.

En diversas partes de Europa, el membrillo es comúnmente cultivado en las áreas centrales y del sur, donde los veranos son lo suficientemente cálidos como para que la maduración sea buena. No son cultivados en grandes cantidades; generalmente solo uno o dos árboles de membrillo son cultivados en un huerto junto con manzanos y otros árboles frutales. Carlomagno instauró que se plantaran membrillos en los huertos bien abastecidos. 
El membrillo es mencionado por primera vez en un texto inglés a finales del siglo XIII, aunque el clima en Inglaterra no es muy adecuado debido a la falta de calor del verano, que impide que la fruta madure totalmente. También fueron llevados al Nuevo Mundo, pero son raros en Norteamérica debido a su susceptibilidad al tizón de fuego o fuego bacteriano, una enfermedad causada por la bacteria Erwinia amylovora. Se cultiva ampliamente en Argentina, Chile, Uruguay, los Balcanes, España y la cuenca del Mediterráneo. Casi todo el membrillo de los mercados norteamericanos proviene de Argentina.[cita requerida]
Actualmente el membrillo también es muy utilizado como árbol ornamental.

## Otros membrillos
Otras cuatro especies de membrillo —ahora separadas, pero antes incluidas en este género— son:
- el membrillo chino, Pseudocydonia sinensis
- tres especies del género Chaenomeles originarios del este de Asia, cultivados como ornamentales

Aunque no emparentado, el fruto del Aegle marmelos también es conocido como "Membrillo" de Bengala.

## Producción
| Principales productores de membrillos — 2016                                                                 | Principales productores de membrillos — 2016 |
| País | Toneladas                                    |
| --- | -------------------------------------------- |
| Uzbekistán                                                                                                   | 129.467                                      |
| Turquía | 126.400                                      |
| China | 111.968                                      |
| Irán | 74.418                                       |
| Marruecos | 32.087                                       |
| Líbano | 30.376                                       |
| Azerbaiyán                                                                                                   | 28.248                                       |
| Argentina | 27.228                                       |
| Argelia | 12.231                                       |
| Serbia | 10.957                                       |
| España | 7.538                                        |
| Chile | 2.329                                        |
| Mundo | 677.949                                      |
| Fuente: Organización de las Naciones Unidas para la Alimentación y la Agricultura La División de Estadística |                                              |

## Propiedades
Se usan los frutos y también las semillas.
Principios activos: contiene taninos (especialmente abundantes en las semillas: 20%), pectina, vitamina A, y vitamina B; asimismo, vitamina C.
Indicaciones: usado como demulcente, protector de las mucosas, antidiarreico y diurético. Indicado para gastritis, úlceras gastroduodenales, síndrome del intestino irritable, diarreas, resfriados, faringitis, bronquitis. Por vía externa se usa popularmente en casos de fisuras anales, grietas de los senos, sabañones, hemorroides y escaldaduras.
Las semillas son demulcentes, emolientes, antidisentéricas y astringentes. Como otras semillas de plantas de la familia Rosaceae, contienen amigdalina, un glucósido cianógeno , que libera cianuro al ser metabolizado en el intestino delgado, por lo tanto, puede causar náuseas y reacciones similares a un malestar estomacal, se necesita una cantidad significativa para producir un leve envenenamiento.

## Nombre común
Azamboa, azamboero de Granada, bembrillas, bembrillero, bembrillo, cacho, codón, codony, codonera, codoñato, codoñera, coduñer, gamboa, marmello, membrilla, membrillal, membrillar, membrillera, membrillero, membrillero común, membrillo, membrillo de Portugal, membrillo dulce, membrillo macho, membrillo real, zamboa, zamboa de Granada, zamboero o zambua
- En Chile: membrillo.[16]
- En Argentina: membrillo